# Lycée Rouget-de-Lisle de Lons-le-Saunier
Le lycée Rouget-de-Lisle de Lons-le-Saunier était un lycée français situé à Lons-le-Saunier dans le département du Jura. Il s'agissait du lycée de garçons de la ville, avant la création d'un lycée mixte. Actuellement, le bâtiment abrite un collège.

## Anciens élèves
- Léon Bérard (1870-1956),  médecin et chirurgien français[4].
- Charles Chamberland (1851-1908), biologiste et physicien français[5].
- Patrice Mahon dit Art Roë (1865-1914), écrivain et lieutenant-colonel d'artillerie. Son nom est inscrit sur la plaque commémorative 1914-1918 du lycée.
- Michel Jouvet (1925-2017), neurobiologiste français[6].
- Jean-Luc Mélenchon (1951-), homme politique français, était en classe de première littéraire[7].
- Jean-Claude Romand (1954-), criminel, était en classe de quatrième[8].